# She's on My Mind
She's on My Mind is een nummer van de Britse zanger JP Cooper uit 2017. Het is de vierde single van zijn debuutalbum Raised Under Grey Skies.
Volgens Cooper "zegt de titel alles, het nummer gaat over iemand die voortdurend in je gedachten zit, hoe erg je ook probeert om verder te gaan met het leven". Naar eigen zeggen schreef Cooper het nummer met dezelfde vrienden als waarmee hij September Song schreef, één van zijn vorige singles. In tegenstelling tot "September Song", was "She's on My Mind" niet heel succesvol. Zo bereikte het de 93e positie in het Verenigd Koninkrijk en werd in Nederland geen enkele hitlijst behaald. In Vlaanderen werd het nummer een klein succesje, met een 9e positie in de Tipparade.

## Tracklijst
- Muziekdownload

1. "She's on My Mind"- 2:59